# متحف طارق عبد الحكيم
متحف طارق عبد الحكيم هو متحف موسيقي خاص بالفنان الراحل طارق عبد الحكيم أعلنت وزارة الثقافة السعودية في أغسطس 2020 عن إنشائه في جدة التاريخية، ويفتتح أواخر عام 2022.

## المحتويات
يتضمن المتحف مجموعة من أرشيف ومتعلقات طارق عبد الحكيم الشخصية، من آلات موسيقية وبكرات لتسجيلاته، وألبومات صور، وبعض المقطوعات الموسيقية لكبار المطربين العرب مثل أم كلثوم، ومحمد عبد الوهاب، إلى جانب وثائق مرئية وصوتية لطارق عبد الحكيم وهو يؤدي مؤلفاته مع آخرين، ومؤلفاته الموسيقية من الأناشيد الوطنية وغيرها.

## الأقسام
ينقسم المتحف إلى قسمين رئيسيين أولهما لعرض التاريخ الشخصي للفنان طارق عبد الحكيم، والثاني سيكون مركزاً للأبحاث الموسيقية يشمل مقالات وكتابات عن الموسيقى السعودية بالإضافة إلى بحوث عن موسيقى العالم العربي، وسيخدم الباحثين الموسيقيين الذين يتطلعون إلى توسيع معرفتهم بالموسيقى المتنوعة.